# Le Duc Anh
Lê Đức Anh (Thua Thien-Hue, 1 de dezembro de 1920 - 22 de abril de 2019) foi um ex-presidente do Vietnã. Foi presidente de 1992 até 1997. É também um ex-soldado, e considerado um conservador que manteve o controle de seu partido sobre políticas domésticas.
Foi membro do Partido Comunista do Vietnã, liderou unidades Vietcong de combate durante a Guerra do Vietnã. Mais tarde, ele entrou na política e ocupou uma série de cargos no governo antes de ser eleito para o cargo de presidente do estado, substituindo uma presidência coletiva, em setembro de 1992. Ele deixou o cargo de presidente em setembro 1997, após o congresso do partido comunista e foi substituído por Trần Đức Lương. Foi conselheiro do Comitê Central do Partido Vietnamita de dezembro de 1997 a 2001.
Em 1996, ele foi hospitalizado após um derrame, mas depois se recuperou. Ele nasceu na Província de Thua Thien-Hue. Ele fez importantes avaços na política de direitos humanos em 1993, condenando a tortura.